# Liste der Naturdenkmale in Kirchwald
Die Liste der Naturdenkmale in Kirchwald nennt die im Gemeindegebiet von Kirchwald ausgewiesenen Naturdenkmale (Stand 2. Mai 2024).

## Naturdenkmale
| Nr.         | Bezeichnung | Lage                                                      | Beschreibung | Bild                                    |
| ----------- | ----------- | --------------------------------------------------------- | ------------ | --------------------------------------- |
| ND-7137-376 | Dicke Eiche | Kirchesch, östlich des Ortes; Abteilung Kirchenbüsch Lage | Quercus sp.  | Direkt Bild zu diesem Denkmal hochladen |